# Easter
Easter är ett album av The Patti Smith Group, utgivet i mars 1978. Albumet betraktas som Smiths mest kommersiellt gångbara, mycket tack vare framgångarna med låten "Because the Night", skriven av Smith och Bruce Springsteen, som nådde 13:e plats på singellistan i USA.

## Bakgrund
Easter var Patti Smiths första album efter den nackskada hon ådrog sig efter ett fall från scenen (januari 1977) under Radio Ethiopia-turnén. På albumet blandas olika musikstilar som klassisk rock i Rock'n'Roll Nigger, folkrock i Ghost Dance, rockpoesi i Babelogue och listvänlig pop i Because The Night. För första gången finns inte keyboardspelaren Richard Sohl med som medlem i Patti Smith Group, han har istället ersatts av Bruce Brody. Sohl gör dock ett gästspel på låten Space Monkey, där även Allen Lanier (Blue Öyster Cult) medverkar. Skivans omslagsfoto har tagits av Lynn Goldsmith som även ligger bakom omslag för bland andra Al Green, Alice Cooper, Television och Tom Petty. Skivan Easter blev även producenten Jimmy Iovines stora genombrott, och han kom att bli ett av de mest respekterade namnen i branschen under 1980-talet, anlitad av till exempel Bruce Springsteen, Tom Petty och U2.

## Religiöst bildspråk
Skivan har ett underliggande religiöst tema, vilket redan titeln Easter (påsk) skvallrar om. I texterna kan man även finna en hel del kristna och bibliska referenser till bland annat dopet, nattvarden och Kristi blod.

## Låtlista
1. "Till Victory" (Patti Smith, Lenny Kaye) - 2:44
2. "Space Monkey" (Patti Smith, Ivan Král, Tom Verlaine) - 4:06
3. "Because the Night" (Patti Smith, Bruce Springsteen) - 3:20
4. "Ghost Dance" (Patti Smith, Lenny Kaye) - 4:33
5. "Babelogue" (Patti Smith) - 1:30
6. "Rock n Roll Nigger" (Patti Smith, Lenny Kaye) - 3:22
7. "Privilege (Set Me Free)" (Mark London, Paul Jones, Mike Leander) - 3:30
8. "We Three" (Patti Smith) - 4:19
9. "25th Floor" (Patti Smith, Ivan Kral) - 4:03
10. "High on Rebellion" (Patti Smith) - 2:36
11. "Easter" (Patti Smith, Jay Dee Daugherty) - 5:56

## Medverkande
The Patti Smith Group
- Patti Smith - sång, gitarr
- Lenny Kaye - gitarr, bas, sång
- Ivan Kral - gitarr, bas, keyboards, sång
- Jay Dee Daugherty - trummor, percussion
- Bruce Brody - keyboards, synthesizer

Övriga
- Richard Sohl - keyboards på "Space Monkey"
- Allen Lanier - keyboards på "Space Monkey"
- John Paul Fetta - bas på "Till Victory" och "Privilege (Set Me Free)"
- Andi Ostrowe - percussion på "Ghost Dance"
- Jim Maxwell - säckpipa på "Easter"